# Alfred Bester
Alfred Bester (Nova York, 18 de desembre de 1913 - Doylestown, Pennsilvània, 30 de setembre de 1987) fou un autor de ciència-ficció americà, guionista de ràdio i televisió, editor de revistes i guionista d'historietes i còmics. Encara que assolí l'èxit en tots aquests camps, és més recordat per la seva obra de ciència-ficció, incloent The Demolished Man (L'home demolit), guanyadora de la primera edició del Premi Hugo l'any 1953. L'autor de ciència-ficció Harry Harrison va escriure: "Alfred Bester va ser un dels pocs escriptors que van inventar la ciència-ficció moderna."
És considerat àmpliament com un dels millors escriptors de ciència-ficció de tota la història del gènere i poc abans de la seva mort va ser nomenat el novè Gran Mestre de la SFWA (Science Fiction Writers of America), presentat a títol pòstum el 1988.

## Biografia
Alfred Bester va néixer a Manhattan, a la ciutat de Nova York, el 18 de desembre de 1913. El seu pare James J. Bester, amo d'una botiga de sabates, va ser un nord-americà de primera generació, ja que els seus pares eren ambdós d'Àustria. La mare d'Alfred, Belle (nascuda Silverman), va néixer a Rússia i parlava hebreu com a primer idioma abans de viure als Estats Units. Alfred era el segon fill d'en James i la Belle. La seva germana gran, Rita, va néixer el 1908, encara que el seu pare tenia un passat jueu, i la seva mare es va convertir en una Cristiana Cientìfica, el mateix Alfred Bester no va créixer dins de les idees religioses, va escriure que "la seva vida familiar va ser completament liberal i iconoclasta."
Va assistir a la Universitat de Pennsylvania, on va ser membre de la Philomathean Society. Va jugar a l'equip de futbol americà el 1935 i, segons les seves pròpies paraules, era "el membre més reeixit de l'equip d'esgrima." Després va passar a la Columbia Law School, però cansat del dret, es va retirar dels estudis.
Bester i Rolly Goulko es van casar el 1936. Rolly Bester va tenir una reeixida carrera com a actriu de Broadway, ràdio i televisió, abans de canviar de carrera per convertir-se en una executiva de publicitat durant els anys 1960. Els Besters van romandre casats durant 48 anys, fins a la seva mort el 12 de gener de 1984. Bester estava molt a prop d'ésser un permanent New Yorker (vilatà de Nova York ciutat), encara que va viure a Europa poc més d'un any a mitjans de la dècada de 1950 i es va traslladar a Pennsylvania amb Rolly a principis de 1980. Un cop instal·lats, vivien a Geigel Hill Road a Ottsville, Pennsylvania.

### Obra literària

#### Obra primerenca. Ciència-ficció, còmics, ràdio (1939-1950)
Després de la seva carrera universitària, als 25 anys, Alfred Bester treballava de relacions públiques quan va començar a escriure ciència-ficció. El seu primer conte publicat va ser el "The Broken Axiom", que va aparèixer en l'edició d'abril de 1939 de Thrilling Wonder Stories, després de guanyar un concurs de relats amateur. Bester recordà que, "Dos editors del personal, Mort Weisinger i Jack Schiff, es van interessar en mi, sospito que perquè jo acabava de llegir i anotar Ulisses de James Joyce i de predicar amb entusiasme i sense provocació, que era molt divertit. Ells pensaven que "Díaz -X" (títol original de Bester) podria omplir la revista si prenia forma real." Robert Heinlein es va negar a entrar en el mateix concurs. La seva decisió de no entrar al mateix concurs d'aficionats s'ha fet famosa dins de la història del gènere. El premi va ser de només $50 i Heinlein pensà que podia fer millor venda del conte inèdit de 7000 paraules a Astounding Science Fiction per un cèntim per paraula o per $70. Anys més tard, Bester entrevistà Heinlein per a Publishers Weekly sobre aquest tema i Bester diu que ell va respondre (de broma), "Fill de puta. Vaig guanyar aquell concurs a Thrilling Wonder i em vas superar per vint dòlars."
Mort Weisinger també "em va presentar a les reunions de dinar informal dels autors de ciència-ficció de finals dels anys trenta." Allà va conèixer a Henry Kuttner, Edmond Hamilton, Otto Carpeta, Malcolm Jameson i Manly Wade Wellman. Durant el 1939 i 1940 Weisinger publicà tres més de les històries de Bester a Thrilling Wonder Stories i Startling Stories.
Els propers anys Bester continuà publicant històries curtes de ficció, sobretot a Astounding Science Fiction de John W. Campbell. El 1942 els seus editors de ciència-ficció van aconseguir treball a DC Comics i van convidar a Bester a contribuir a diversos títols de DC. En conseqüència, Bester va deixar el camp de l'escriptura de contes i començà a treballar per DC Comics com a escriptor a Superman, Green Lantern i altres títols. Popularment es creu que Bester va escriure la versió del Jurament de Llanterna Verda que comença amb la famosa frase "En el dia més brillant, en la nit més fosca", encara que ell ho va negar diverses vegades durant la seva vida.
Bester ser també l'autor de les tires còmiques de Lee Falk The Phantom i Mandrake the Magician, mentres el seu creador serveix a la Segona Guerra Mundial. S'ha especulat àmpliament la quantitat d'influència que Bester tingué en aquests còmics. Una teoria sosté que Bester va ser responsable de donar al Fantasma el seu cognom, "Walker".
Després de quatre anys a la indústria del còmic, en 1946 Bester va dirigir la seva atenció als guions de ràdio, la seva esposa Rolly (actriu de ràdio) li va dir que el xou Nick Carter, Master Detective estava buscant noves històries. En els propers anys, Bester va escriure per Nick Carter, així com a The Shadow, Charlie Chan, Nero Wolfe i altres espectacles. Més tard va escriure per The CBS Radio Mystery Theater.
Amb l'arribada de la televisió nord-americana el 1948, Bester també va començar a escriure per a la televisió, encara que la majoria d'aquests projectes són menys coneguts.
A principis de 1950, després de vuit anys fora del gènere literari, Bester va reprendre l'escriptura de contes de ciència-ficció. No obstant això, després d'un retorn inicial a la revista Astounding amb el conte "The Devil's Invention" (també coneguda com a "Oddy and Id"), va deixar d'escriure per a la revista a mitjans del 1950, quan l'editor John W. Campbell es va convertir a la Dianètica de L. Ron Hubbard, el que seria després la Cienciologia. Bester va tornar a Galaxy Science Fiction, on conegué a H. L. Gold, un altre editor excepcional, així com un bon amic.
A Nova York, se socialitzà a l'Hydra Club, una organització d'escriptors de ciència-ficció de Nova York, on hi havia lluminàries com Isaac Asimov, James Blish, Anthony Boucher, Avram Davidson, Judith Merril, i Theodore Sturgeon.

#### El període clàssic: 1951-1957
En el primer període d'escriure ciència-ficció (1939-1942), Bester s'havia establert una reputació com a escriptor de contes en els cercles de la ciència-ficció amb històries com "Adam and No Eve". No obstant això, Bester va obtenir el seu major renom de l'obra que va escriure i publicar a la dècada de 1950, incloent The Demolished Man o The Stars My Destination (coneguda com a Tiger! Tiger!).

##### The Demolished Man(1953)
The Demolished Man, guanyador del primer Premi Hugo a la millor novel·la de ciència-ficció, és una novela negre que té lloc en un món futur en què la telepatia és relativament comú. Bester crea un món de gran duresa social, capitalista, jeràrquic i competitiu que existeix sense enganys: una societat on la persona adequada, amb certa habilitat (o diners) i curiositat, pot accedir als teus records, secrets, pors i errors del passat amb més rapidesa que fins i un mateix.
Originalment publicat en tres parts a Galaxy, a partir de gener de 1952 va aparèixer The Demolished Man en forma de llibre el 1953. Es va dedicar a Gold, qui va fer una sèrie de suggeriments durant la seva redacció. Originalment, Bester volia que el títol fos Demolició!. Però Gold el va convèncer del contrari.

##### Who He?tambéThe Rat Race(1953)
La novel·la de Bester Who He? es refereix a un escriptor de xous de varietats que es desperta després d'una nit de borratxera i descobreix que algú està decidit a destruir la seva vida. Una novel·la contemporània que no té elements de ciència-ficció i que no va rebre una àmplia atenció. Va fer, però, guanyar a Bester una bona quantitat de diners de la venda dels drets de reimpressió de butxaca (el llibre va aparèixer en edició de butxaca com The Rat Race). També va rebre una important suma de diners d'un estudi de cinema per a l'opció de realitzar una pel·lícula sobre el llibre. Segons s'informà, Jackie Gleason estava interessat a protagonitzar l'escriptor de varietats; no obstant això la pel·lícula no es va realitzar. Malgrat tot el pagament de l'opció de la pel·lícula era prou gran perquè Alfred Bester i Rolly decidiren que podrien donar-se el luxe de viatjar a Europa durant els propers anys. Vivien principalment a Itàlia i Anglaterra durant aquest període.

##### The Stars My Destination(1956)
La propera novel·la de Bester va ser esbossada mentre vivia a Anglaterra i majoritàriament escrita quan vivia a Roma. The Stars My Destination (també coneguda com a Tiger, Tiger) va tenir el seu origen en un retall de diari que Bester trobà sobre Poon Lim, un nàufrag de la Segona Guerra Mundial mariner que havia sobreviscut al Pacífic per un rècord mundial 133 dies perquè pensava que ell era un esquer per als vaixells que passaven i així portar-los a un nivell de torpede d'un submarí ocult. A partir d'aquest germen va créixer la història de Gully Foyle, buscant venjança pel seu abandó i causant estralls en tot ell: una ciència-ficció re-narració de El Comte de Monte Cristo d'Alexandre Dumas, amb teletransport afegit a la barreja. S'ha descrit com un avantpassat del ciberpunk.
Com havia passat amb The Demolished Man, The Stars My Destination va ser publicada originalment a Galaxy. Es va publicar en quatre parts (octubre de 1956 fins a gener de 1957) i el llibre va ser publicat més tard en 1957. Encara votat en repetides ocasions en els sondejos de la "millor novel·la de ciència-ficció de tots els temps", The Stars My Destination resultaria ser l'última novel·la de Bester per 19 anys. Una adaptació radiofònica va ser transmesa per BBC Ràdio 4 el 1991.
Adaptacions cinematogràfiques de The Stars My Destination s'han rumorejat amb freqüència. Charlie Jane Anders va escriure el 2010, "D'acord amb l'obra de [David] Hughes Les millors pel·lícules de ciència-ficció mai fetes, Richard Gere comprà la propietat dels drets d'aquesta novel·la després del seu èxit amb Pretty Woman, i volia protagonitzar-la després. El productor de La història interminable, Bernd Eichinger, tenia els drets i contractat a Neal Adams per fer l'art conceptual. Encara més tard, Paul WS Anderson va ser contractat per dirigir-la, però van acabar fent Horitzó llunyà. Des de llavors, una sèrie de guions s'han escrit, però la pel·lícula no ha tornat mai més a estar a punt de fer-se"

#### Revistes de ficció i no ficció: 1959-1962
Mentre que durant el seu viatge a Europa Bester començà a vendre peces de no ficció sobre diversos llocs d'Europa a la revista Holiday, els editors, impressionats amb el seu treball, convidaren Bester a la seva tornada a la seva seu a Nova York i va començar a escriure articles de viatge de diversos llocs remots, així com fer entrevistes amb estrelles com Sophia Loren, Anthony Quinn i Sir Edmund Hillary. Com a resultat del treball constant amb Holiday la producció de ciència-ficció de Bester es va desplomar en els anys posteriors a la publicació de The Stars My Destination.
Bester publicà tres contes entre 1958 i 1959, entre ells "The Men Who Murdered Mohammed" de 1958 i 1959 de "The Pi Man", tots dos van ser nominats per als Premis Hugo. No obstant això, per a un període de quatre anys a partir d'octubre de 1959 a octubre de 1963,no va publicar en absolut. En canvi es va concentrar en el seu treball a Holiday (on va ser nomenat editor en cap), els llibres de crítica ''The Magazine of Fantasy and Science Fiction'' (1960-1962) i va tornar als guions de televisió.

#### Televisió: 1959-1962
Durant la dècada de 1950, Bester col·laborà en un còmic satíric, "I Remember Hiroshima," al The Paul Winchell Show. La seva història "Hobson's Choice" es basà en ella.
El 1959, Bester va adaptar el seu conte de 1954 "Fondly Fahrenheit" a la televisió, com Murder and the Android. Emés en color el 18 d'octubre de 1959, el drama d'una hora de durada tenia lloc l'any 2359 enmig d'un ambient futurista dissenyat per Ted Cooper. Aquesta producció NBC Sunday Showcase, va ser produïda per Robert Alan Aurthur amb un elenc amb Kevin McCarthy, Rip Torn, Suzanne Pleshette i Telly Savalas, va ser revisat pel crític sindicat de ràdio i televisió John Crosby:
Tot i que els androides es refereixen despectivament als éssers humans com a persones que pateixen de trastorns glandulars anomenats emocions, Torn vol patir d'aquests trastorns. Amb el temps ho fa. No tinc cap intenció de desentranyar tota la trama, que no era tant complicada com psicològicament densa. Si ho entenc bé, el Sr. Bester està tractant de dir que el tenir androides per alliberar-nos de les preocupacions mundanes, com el treball, de cap manera és bo per a nosaltres. Els seus éssers humans estan bastant a prop de ser ganduls.
Murder and the Android va ser nominat per a un Premi Hugo el 1960 al millor guió dramàtic i es va reemetre el 5 de setembre de 1960, el cap de setmana del Dia del Treball en la qual es va presentar el premi Hugo de The Twilight Zoneen la Convenció Mundial de Ciència-ficció a Pittsburgh. Bester va tornar a Sunday Showcase  el 5 març 1960 amb una adaptació per a televisió original, Turn the Key Deftly. Emés en color, ambientada en un circ ambulant i protagonitzada per Julie Harris, Maximilian Schell i Francis Lederer.
Per Alcoa Premiere, organitzada per Fred Astaire, va escriure Mr. Lucifer , que es va transmetre l'1 de novembre de 1962 amb Astaire en el paper protagonista amb Elizabeth Montgomery.

#### Editor sènior deHoliday: 1963-1971
Després d'una absència de quatre anys, Bester publicà un grapat de ciència-ficció, principalment contes durant 1963 i 1964. No obstant això, l'escriptura de ciència-ficció va ser en aquesta etapa de la seva vida més una línia lateral que l'enfocament principal de la seva carrera. Com a resultat, des de 1964 fins que abandonà Holiday el 1971, Bester publicà només un conte de ciència-ficció, de 700 paraules, paròdia de la ciència-ficció, a la revista de luxe convencional Status.
No obstant això, com a editor sènior de Holiday, Bester va ser capaç d'introduir elements de ciència-ficció ocasionals en la no ficció. En una ocasió es va encarregar i va publicar un article d'Arthur C. Clarke on descriu un vol turístic a la Lluna. El mateix Bester, però, mai va publicar cap relat de ciència-ficció a Holiday, que era una revista comercialitzada als lectors de luxe en una època en què la ciència-ficció va ser desestimada en gran manera per a la joventut.

#### Carrera posterior: 1972-1987
Holiday va deixar de publicar-se el 1971, encara que després es va reanimar i reformar per altres mans, sense la participació de Bester. Per primera vegada en gairebé 15 anys Bester no tenia una ocupació a temps complet.
Després d'un llarg descans d'escriure ciència-ficció, Bester tornà al camp en 1972. El seu conte de 1974 "The Four-Hour Fugue" va ser nominat per a un Premi Hugo i Bester va rebre nominacions per als premis Hugo i el Premi Nebula per la seva novel·la de 1975 The Computer Connection (titulada The Indian Giver i més tard reeditada com EXTRO). Malgrat això el treball d'aquesta època eng eneral va deixar de percebre l'èxit crític i comercial del seu primer període.
Bester va començar a perdre la visió a mitjans de la dècada de 1970, de manera que escriure cada vegada era més difícil per a ell, i un altre descans de l'escriptura va tenir lloc entre principis de 1975 i principis de 1979. Es diu que en aquest període el productor de la pel·lícula de 1978, Superman, va enviar el seu fill a buscar un escriptor, el qual es va interessar en Bester, però Bester volia centrar la història en Clark Kent com el veritable heroi, mentre que Superman només era "la seva arma". Els productors en el seu lloc van contractar Mario Puzo, autor de El Padrí, per escriure la pel·lícula.
Carolyn Wendell va escriure: "Sempre recordaré el moment en què vaig veure Alfie Bester en acció, en una conferència acadèmica a la ciutat de Nova York deu anys abans de la seva mort":
Bester havia estat convidat a compartir un panell amb Charles L. Grant, Isaac Asimov i Ben Bova. Va arribar vestit amb sabatilles d'esport molt usades, pantalons texans molt còmodes i una jaqueta esportiva que havia vist millors dies. Portava el que ha d'haver estat la bosa esportiva més gran del món, plena d'ampolles recentment adquirides de vi que no acabaven d'encaixar en el tancament de la cremallera. Es va asseure darrere d'una llarga taula amb els altres escriptors i va aconseguir que es comportessin de forma convencional al voltant de la meitat de la discussió. Llavors, pel que sembla, capaç de quedar-se més temps, es va aixecar d'un salt, es va dirigir a la part davantera de la taula per estar més a prop de l'audiència i caminava d'un costat a un altre, gesticulant i parlant. Els altres tres escriptors (que no eren exactament suaus, també) van tractar d'interrompre'l, però finalment van acabar en el que podria haver estat un aclaparant i respectuós silenci. Va ser una de les actuacions més extraordinàries que he vist.
Bester publicà dos contes el 1979 i va tornar a la dècada de 1980 amb la publicació de dues noves novel·les: Golem100 (1980), i The Deceivers (1981). A més de la seva mala visió, altres problemes de salut van començar a afectar-lo, i Bester no va escriure cap nova obra després de 1981. La seva esposa Rolly va morir el 1984.
El 1985 es va anunciar que Bester seria convidat d'honor a la World Science Fiction Convention de 1987, que se celebrarà a Brighton. Quan l'esdeveniment s'acostava, però, Bester va caure i es va trencar el maluc. Amb l'empitjorament de la seva salut, es va veure que estava massa malalt per assistir-hi. Doris Lessing va intervenir com un reemplaçament d'últim moment.
Bester va morir menys d'un mes després de la convenció. No obstant això, poc abans de la seva mort, es va assabentar que la Science Fiction Writers of America l'honrà amb el premi de Grand Master Nebula a la seva convenció de 1988.
Dues obres de Bester es van publicar pòstumament. La primera, Tender Loving Rage (1991), era una novel·la de no-ficció que probablement va ser escrita a finals de 1950 o començaments de 1960. La segona, Psychoshop (1998), es basa en un fragment d'una història de 92 pàgines incompleta. Va ser acabada per Roger Zelazny i no es va publicar fins a tres anys després de la mort de Zelazny com a treball col·laboratiu.
Alfred Bester no tenia fills i segons la llegenda va deixar tot al seu cambrer preferit, Joe Suder. Això és, de fet, veritable. No obstant això, l'afirmació que Suder no recordava Bester sí que és una llegenda; Bester es detenia pel bar de Suder cada matí en el seu camí per agafar el seu correu, i els dos homes eren molt amics durant dècades.

#### Llegat i homenatges
- Bester ha estat immortalitzat per altres escriptors de ciència-ficció en les seves pròpies obres. Cal destacar que el caràcter de Psi-Cop Alfred Bester porta el seu nom (i el tractament de la telepatia a Babylon 5 és similar a la de les obres de Bester).
- F. Gwynplaine MacIntyre va escriure una sèrie de contes - començant amb "Time Lines" (publicada a Astounding, 1999) - sobre un criminal que viatja en el temps anomenat Smedley Faversham, que constantment entra en conflicte amb un principi científic anomenat "Llei de Bester". Aquest terme és una invenció de MacIntyre, però és explícita en homenatge a l'obra d'Alfred Bester. La Llei de Bester estableix que un viatger del temps que tracta de reescriure el passat només pot alterar la seva pròpia línia de temps, de ningú més. La Llei de Bester s'aplica rígidament per una legió de "policies de temps", als quals el protagonista de MacIntyre es refereix despectivament com "els Boosters Bester".
- Una adaptació radiofònica de The Stars my Destination va ser transmesa a la BBC 4 el 1991. La història també va ser adaptada en la dècada de 1970 com una novel·la gràfica per l'escriptor Howard Chaykin.
- A la sèrie de televisió Firefly - Molts dels noms dels personatges de menor importància s'han extret de les files dels escriptors de ciència-ficció. En particular, Bester com el mecànic original del Serenity.
- A La història de Lisey - de Stephen King, el personatge de Scott Landon fa referència a Bester en fer una dedicatòria a una nova biblioteca, dient : "Això és per Alfie Bester, i si no l'ha llegit, hauria de tenir vergonya!".
- L'escriptor de còmics James Robinson va escriure un arc de la història de Starman, de DC Comics, com a "The Stars my Destination".

## Premis
Els Science Fiction Writers of America van fer Bester el seu novè SFWA Grand Master el 1988 (anunciat abans de la seva mort el 1987) i el Science Fiction and Fantasy Hall of Fame el va introduir l'any 2001.
A més de guanyar el primer Premi Hugo va ser un dels finalistes per a diversos premis literaris anuals.
Premi Hugo:
- The Demolished Man – novel·la de 1953.

Nominacions a l'Hugo:
- "Star Light, Star Bright" - conte de 1954.
- "The Men Who Murdered Mohammed" - història curta de 1959.
- "The Pi Man" – història curta de 1960.
- "The Four-Hour Fugue" – història curta de 1975.
- The Computer Connection – novel·la de 1976.

En les categories de Millor Novel·la, The Computer Connection va ser finalista tant per l'Hugo i els Premis Nebula, com el tercer lloc al Premi Locus.